# 三郡共立学校
三郡共立学校（さんぐんきょうりつがっこう）は、神奈川県大住郡（のち中郡）金目村（現在の神奈川県平塚市）に存在した学校であり、五郡共立小田原中学校の後身、神奈川県立秦野高等学校および神奈川県立平塚農業高等学校の前身である。

## 沿革

### 略歴
六郡共立小田原中学校は五郡共立小田原中学校への改称後、1884年（明治17年）7月に廃校となったが、1885年（明治18年）、同校廃校を遺憾とする大住郡、淘綾郡、足柄上郡の3郡が同校を大住郡へ誘致するため本校設立を県に出願し、許可された。そして翌1886年（明治19年）5月、旧五郡共立小田原中学校は大住郡金目村に誘致され、本校が同村宗信寺本堂を仮校舎に開校された。
入学資格は尋常小学科の卒業以上、もしくはこれと同等の学力ある者で、満10年以上の者とされた（1890年8月同校教則第6、7条）。課程は3年であり、教授教科は英語、漢文、数学の3科であった（同第1条、2条、別表甲号）。遠方からの学生のため寄宿舎も設けられていた（同第9条第1項）。
創立後は1893年（明治26年）1月、金目小学校が新築移転したため、旧校舎を買収し、本校はそこへ改築移転した。1896年（明治29年）4月、大住郡と淘綾郡が合併し、中郡となったので、校名は二郡共立学校に改称された。1898年（明治31年）4月、足柄上郡が脱退したため、校名は中郡共立学校と改称された。1899年（明治32年）7月、新校舎を金目村寺島に新築し、全校が移転した。1900年（明治33年）3月、郡制改正施行により、校名は中郡立中郡学校と改称された。1902年（明治35年）4月、国の実業教育政策に応じる形で本校は中郡立中郡農業学校として組織と学科が改められ、郡立農業学校が開校された。1903年（明治36年）、県農業会が県立農業学校設立の建議を行ったことに応じ、同年8月、郡会議員他数名が郡立農業学校を県立農業学校にあてるように陳情をおこなった。そして1906年（明治39年）9月、中郡選出県会議員他有志数名が県知事に同趣旨の陳情をし、知事もこれを了解したが、翌1907年（明治40年）、校地の位置が平塚町達上西畑向原に決定された。そして1908年（明治41年）4月、神奈川県立農業学校（甲種）として開校された（その後、同校は県立平塚農業高校へと発展）。初代校長には明治農学界の第一人者、高田鑑三が着任した。
一方で、郡立農業学校は在校生が卒業するため、その後2年間、存続することになり、学校長は第3代校長である飯田洪農（養蚕学の権威）が引き続き校長を務め、1909年（明治42年）3月20日の最後の卒業式を執り行った。そして同年同月、郡立農業学校は廃校となった。金目村村長猪俣松五郎、後に私立学校校長となる太田澄三郎（当時第二開成中学校校長）により不要となる校舎が無償借用された。そして同年4月、中郡有志により私立育英学校が創立された。

### 年表
- 1884年（明治17年）7月 - 五郡共立小田原中学校廃校。
- 1885年（明治18年） - 同校を大住郡に誘致するための大住淘綾足柄上3郡の本校設立の出願が許可される。
- 1886年（明治19年）5月 - 旧五郡共立中学校が大住郡に誘致され、三郡共立学校として開校。この年を平塚農業高校の創立年とする。秦野高校は草創年する。
- 1893年（明治26年）5月 - 金目小学校新築移転により同校舎買収。本校移転。
- 1896年（明治29年）4月 - 大住郡、淘綾郡合併により中郡、足柄上郡共立の二郡共立学校と改称。
- 1898年（明治31年）4月 - 足柄上郡が脱退。中郡共立学校と改称。
- 1899年（明治32年）7月 - 新校舎を金目村に新築。本校移転。
- 1900年（明治33年）3月 - 郡制改正施行により、中郡立中郡学校と改称。
- 1902年（明治35年）4月 - 国の実業教育方針に則り、中郡立農業学校（甲種）に改編。
- 1903年（明治36年） - 県農業会、県立農業学校設立を建議。
- 1908年（明治41年）5月 - 神奈川県への移管により神奈川県立農業学校と改称し、校地を平塚町達上ヶ丘に移転（現在の県立平塚農業高等学校）。
- 1909年（明治42年）3月 - 郡立農業学校廃校。

## 進学先
進学先には第一高等学校等のナンバースクール、東京国語伝習所（大成高等学校の前身）、横浜商業学校（横浜市立大学の前身）、東京専修専門学校（専修大学の前身）、共学院等がみられた。

## 主な出身者
- 福井準造[4]（政治家、社会主義研究者、衆議院議員）
- 猪俣松五郎（政治家、教育者。金目村村長、同村議、中郡議、発展維持功労者）
- 前田夕暮（歌人）